# Laura Pugno
Laura Pugno (Roma, 30 aprile 1970) è una poetessa, scrittrice e traduttrice italiana.

## Biografia
Laura Pugno è nata a Roma nel 1970.
Ha tradotto dall'inglese e dal francese una decina di romanzi.
Come narratrice ha pubblicato nel 2007 Sirene, Premio Libro del Mare 2008, finalista al Premio Bergamo 2008 e La ragazza selvaggia del 2016, Premio Selezione Campiello 2017.
La raccolta poetica Noi (2021) ha vinto il VI Premio Internazionale Letterario Franco Fortini
La raccolta poetica I nomi, uscito nel 2023, è finalista del Premio TIR 2023 (sezione Poesia) e ha vinto il premio Bonanni e il premio CeSPOLA.
Ha curato per Rai Radio 3 il programma in dieci puntate Oltrelontano - Poesia come paesaggio

## Opere

### Raccolte di racconti
- Sleepwalking, Sironi 2002

### Romanzi
- Sirene, Einaudi 2007; poi Marsilio, 2017
- Quando verrai, minimum fax 2008
- Antartide, minimum fax 2011
- La caccia, Ponte alle Grazie 2012
- La ragazza selvaggia, Marsilio 2016

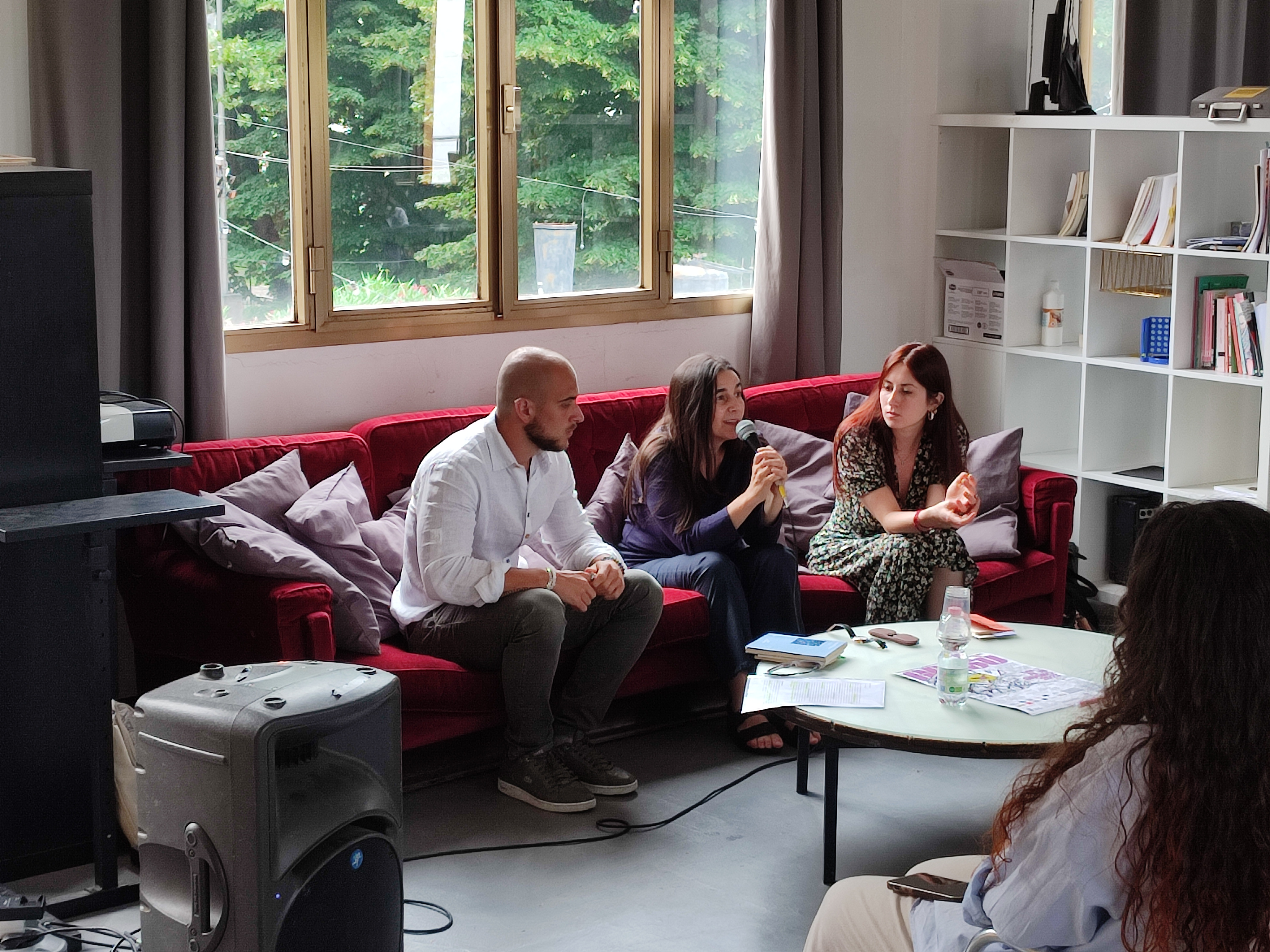
Laura Pugno a Bologna nel 2023

- La metà di bosco, Marsilio 2018
- Noi senza mondo, Marsilio 2024

### Poesia
- Tennis, con testi di Laura Pugno e di Giulio Mozzi, Nuova Editrice Magenta 2002
- Il colore oro, Le Lettere 2007
- Gilgames', Transeuropa 2009
- La mente paesaggio, Giulio Perrone Editore 2010
- DNAct, Zona Editore 2012
- Nácar, Huerga & Fierro 2016
- Bianco, Nottetempo 2016
- L'alea, Giulio Perrone Editore 2019
- Noi, Amos Edizioni 2020
- I nomi, La nave di Teseo, 2023

### Saggi
- In territorio selvaggio, Nottetempo 2018
- Oracolo manuale per poete e poeti, con Giulio Mozzi Sonzogno 2020
- Mappa immaginaria della poesia italiana contemporanea, Il Saggiatore 2021

### Apparizioni in antologie
- Narratori degli Anni Zero, a cura di Andrea Cortellessa Ponte Sisto 2012
- Nuovi poeti italiani 6, a cura di Giovanna Rosadini Einaudi 2012